# Franciszek Kantor
Franciszek Kantor (ur. 26 listopada 1898 w Niecwi, zm. 28 sierpnia 1941 w KL Auschwitz) – polski żołnierz i członek Związku Walki Zbrojnej (ZWZ), więzień KL Auchwitz.
Uczestnik działań wojennych w latach 1914-1921 w stopniu sierżanta. W latach 1917–1918 walczył na froncie włoskim w 3. Batalionie w 20. Galicyjskim Pułku Piechoty ks Pruskiego Henryka. Po odzyskaniu przez Polskę niepodległości wstąpił ochotniczo w szeregi 1. Pułku Strzelców Podhalańskich w Nowym Sączu. Wziął udział w tłumieniu rozruchów komunistycznych w Tarnobrzegu, a następnie w walkach na froncie czeskim. Później walczył w wojnie polsko-bolszewickiej w 1920 roku.
W roku 1921 przeszedł do rezerwy. Nie uczestniczył w Kampanii Wrześniowej w 1939 roku. Podczas okupacji niemieckiej założył w Korzennej placówkę ZWZ, zostając jej komendantem. Działał pod pseudonimem Wiktor i Sierżant. Przewoził broń pociągami na stację PKP w Nowym Sączu, za co został aresztowany przez Gestapo w kwietniu 1941 roku i wysłany do obozu koncentracyjnego Auschwitz. 
Przybył do obozu 5 czerwca 1941 roku wraz z transportem wiozącym aresztów z więzienia w Tarnowie i Krakowie. W obozie oznaczony jako więzień polityczny Polak numerem 17001. Pracował jako pomocnik szewski. Przesłuchiwany oraz torturowany w celu uzyskania informacji o komórce ZWZ. 27 sierpnia 1941 roku trafił do obozowego szpitala. Po rzekomym badaniu rentgenowskim stwierdzono wysiękowe zapalenie opłucnej. 28 sierpnia 1941 roku odnotowano jego zgon w obozie. Został rozstrzelany i jako oficjalną przyczynę zgonu podano zapalenie płuc.

## Odznaczenia
- order Wojenny Virtuti Militari V klasy (nr 1365)
- Krzyż Walecznych
- Medal Pamiątkowy za wojnę 1918-1921